# 독점! 연예정보
《독점! 연예정보》는 1991년 12월 21일부터 1994년 1월 24일까지 방송되었던 연예정보 프로그램이다.

## 진행자
| 대수 | 진행자        | 진행 기간                           |
| ---- | ------------- | ----------------------------------- |
| 1기  | 권오규 윤정   | 1991년 12월 21일 ~ 1992년 12월 25일 |
| 2기  | 권오규 박미선 | 1993년 1월 11일 ~ 1993년 4월 19일   |
| 3기  | 정재환 박미선 | 1993년 5월 1일 ~ 1993년 10월 16일   |
| 4기  | 최선규 이소라 | 1993년 10월 23일 ~ 1994년 1월 24일  |

## 같이 보기
- 연예가중계 (KBS 2TV)
- 섹션TV 연예통신 (MBC TV)